# بايك جي هون
بايك جي هون مواليد 28 فبراير 1985 في ساتشيون، غيونغسانغ الجنوبية، كوريا الجنوبية، هو لاعب كرة قدم كوري جنوبي. يلعب في مركز الوسط. مثّل منتخب كوريا الجنوبية لكرة القدم. سبق له أن لعب في كأس العالم لكرة القدم مع منتخب بلاده وذلك في مونديال عام 2006م.

## المسيرة المهنية

### البدايات في الدوري الكوري
بعد مغادرة المدرسة الثانوية، انضم بايك إلى فريق جونام دراغونز في الدوري الكوري الجنوبي. لعب بأربع مباريات في أول موسم له قبل انتقاله إلى فريق الاحتياط. في عام 2004، لعب بايك سبع مباريات في الفريق الأول ولاحظ تقدمه مدرب منتخب كوريا الجنوبية تحت 20 عاماً بارك سونغ هوا.
في العام التالي اتخذ بايك خطوة أخرى إلى الأمام عندما انضم إلى نادي سول. ظهر 15 مرة في الدوري الكوري في موسم 2005، وسجل هدفاً واحداً. في يوليو 2006 تفاوض نادي سول مع نادي سامسونج بلووينغز لنقل بايك إلى سوون. في وقت لاحق من نفس الشهر تم تأكيد انتقاله. كانت رسوم النقل المبلغ عنها حوالي 1.5 مليون دولار.

### نادي لي مان
خارج العقد لمدة ستة أشهر قرر بايك السفر إلى الخارج لأول مرة في حياته المهنية. في 6 يونيو 2018 توصل إلى اتفاق مع نادي لي مان في دوري هونغ كونغ الممتاز. سجل هدفه الأول للنادي في 27 أكتوبر 2018 ضد نادي أيسترن في دوري هونج كونج في المباراة التي خسرها 1-2.

### أندية لعب لها
- نادي سول
- نادي سوون سامسونغ بلووينغز
- نادي أولسان هيونداي

## إحصائيات
آخر تحديث 19 ديسمبر 2012.
| بيانات النادي  | بيانات النادي         | بيانات النادي                  | الدوري | الدوري  | الكأس                      | الكأس                      | كأس الدوري | كأس الدوري | قارات                      | قارات                      | المجموع | المجموع |
| الموسم         | النادي                | الدوري                         | الظهور | الأهداف | الظهور                     | الأهداف                    | الظهور     | الأهداف    | الظهور                     | الأهداف                    | الظهور  | الأهداف |
| كوريا الجنوبية | كوريا الجنوبية        | كوريا الجنوبية                 | الدوري | الدوري  | كأس الاتحاد الكوري الجنوبي | كأس الاتحاد الكوري الجنوبي | كأس الدوري | كأس الدوري | الاتحاد الآسيوي لكرة القدم | الاتحاد الآسيوي لكرة القدم | المجموع | المجموع |
| -------------- | --------------------- | ------------------------------ | ------ | ------- | -------------------------- | -------------------------- | ---------- | ---------- | -------------------------- | -------------------------- | ------- | ------- |
| 2003           | نادي تشونام دراجونز   | دوري كوريا الجنوبية لكرة القدم | 4      | 0       | 1                          | 0                          | —          | —          | —                          | —                          | 5       | 0       |
| 2004           | نادي تشونام دراجونز   | دوري كوريا الجنوبية لكرة القدم | 7      | 0       | 3                          | 0                          | 11         | 1          | —                          | —                          | 21      | 1       |
| 2005           | نادي سول              | دوري كوريا الجنوبية لكرة القدم | 15     | 1       | 1                          | 0                          | 7          | 1          | —                          | —                          | 23      | 2       |
| 2006           | نادي سول              | دوري كوريا الجنوبية لكرة القدم | 12     | 0       | 0                          | 0                          | 3          | 1          | —                          | —                          | 15      | 1       |
| 2006           | سوون سامسونغ بلووينغز | دوري كوريا الجنوبية لكرة القدم | 14     | 5       | 2                          | 1                          | 0          | 0          | —                          | —                          | 16      | 6       |
| 2007           | سوون سامسونغ بلووينغز | دوري كوريا الجنوبية لكرة القدم | 16     | 3       | 2                          | 0                          | 7          | 3          | —                          | —                          | 25      | 6       |
| 2008           | سوون سامسونغ بلووينغز | دوري كوريا الجنوبية لكرة القدم | 14     | 4       | 2                          | 0                          | 5          | 0          | —                          | —                          | 21      | 4       |
| 2009           | سوون سامسونغ بلووينغز | دوري كوريا الجنوبية لكرة القدم | 22     | 1       | 3                          | 1                          | 1          | 0          | 5                          | 0                          | 41      | 2       |
| 2010           | سوون سامسونغ بلووينغز | دوري كوريا الجنوبية لكرة القدم | 9      | 2       | 2                          | 2                          | 6          | 0          | 6                          | 0                          | 29      | 4       |
| 2011           | سوون سامسونغ بلووينغز | دوري كوريا الجنوبية لكرة القدم | 0      | 0       | 0                          | 0                          | 0          | 0          | 0                          | 0                          | 0       | 0       |
| 2012           | نادي سانجو سانجمو     | دوري كوريا الجنوبية لكرة القدم | 14     | 0       |                            |                            |            |            | —                          | —                          | 14      | 0       |
| المجموع        | كوريا الجنوبية        | كوريا الجنوبية                 | 127    | 16      | 16                         | 4                          | 40         | 6          | 11                         | 0                          | 193     | 26      |
| الإجمالي       | الإجمالي              | الإجمالي                       | 127    | 16      | 16                         | 4                          | 40         | 6          | 11                         | 0                          | 193     | 26      |

## الإنجازات

### النادي
لي مان
- كأس هونغ كونغ: 2018-19

## روابط خارجية
- بايك جي هون على موقع الاتحاد الدولي (مؤرشف)  (الإنجليزية)
- بايك جي هون على موقع دوري كوريا الجنوبية (الإنجليزية)
- بايك جي هون على موقع قاعدة بيانات كرة القدم.إي يو (الإنجليزية)
- بايك جي هون على موقع ناشيونال فوتبول تيمز (الإنجليزية)
- بايك جي هون على موقع Soccerway.com (الإنجليزية)
- بايك جي هون على موقع أوليمبيديا (الإنجليزية)
- بايك جي هون  على سكروي
- سجل لاعب المنتخب الوطني (باللغة الكورية)
- بايك جي هون – سجل منافسات الفيفا
- بايك جي هون على فرق كرة القدم الوطنية.كوم
- بايك جي هون  على موقع SportsReference  - سبورتس رفرنس